# Dąb Książęcy
Dąb Książęcy, německy Prinzen Eiche a česky Knížecí dub, je památný strom dub letní (Quercus robur L.) poblíž jezera Jezioro Szmaragdowe v lesoparku Park Leśny Zdroje v chráněné krajinné oblasti (krajinném parku) Szczeciński Park Krajobrazowy Puszcza Bukowa v Polsku. Nachází se také jihovýchodně od kopce Widok v městské čtvrti Prawobrzeże města Štětín v Západopomořanském vojvodství a makroregionu Pobrzeże Szczecińskie.

## Další informace
Malý stromek byl vysazen dne 31. května 1821 dvěma pruskými knížaty a to pozdějším pruským králem Fridrichem Vilémem IV. a pozdějším pruským králem a německým císařem Vilémem I. Pruským. Strom je poškozen rozlomením, ošetřen a v koruně je instalované lanoví zabraňující dalšímu polámání, ale jinak je strom v dobré kondici. Vysazený dub byl pravidelným místem setkávání a procházek a objevuje se na mnoha fotografiích a pohlednicích z předválečného období. V roce 1842, v souvislosti s manévry pruské armády, se Fridrich Vilémem IV. u svého dubu setkal s místními obyvateli a pořádal zde okázalý večírek. Dub byl po druhé světové válce zapomenut, protože oblast byla civilistům nepřístupná. Je celoročně volně přístupný. Podle údajů z roku 2020:
| Obvod kmene (ve výčetní výšce): | 3,67m       |
| Odhad stáří k roku 2021         | asi 204 let |

## Galerie

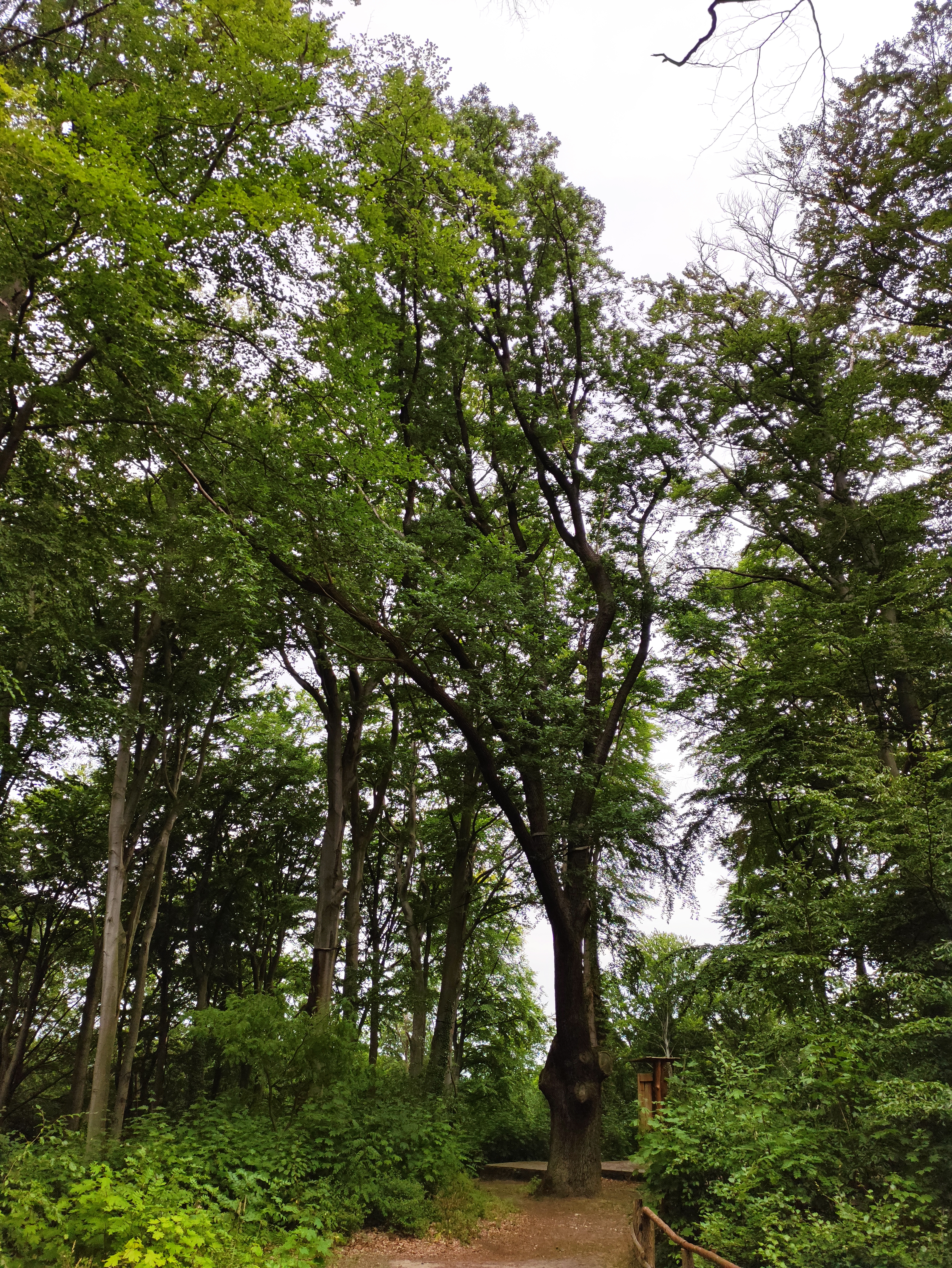
Strom v lese
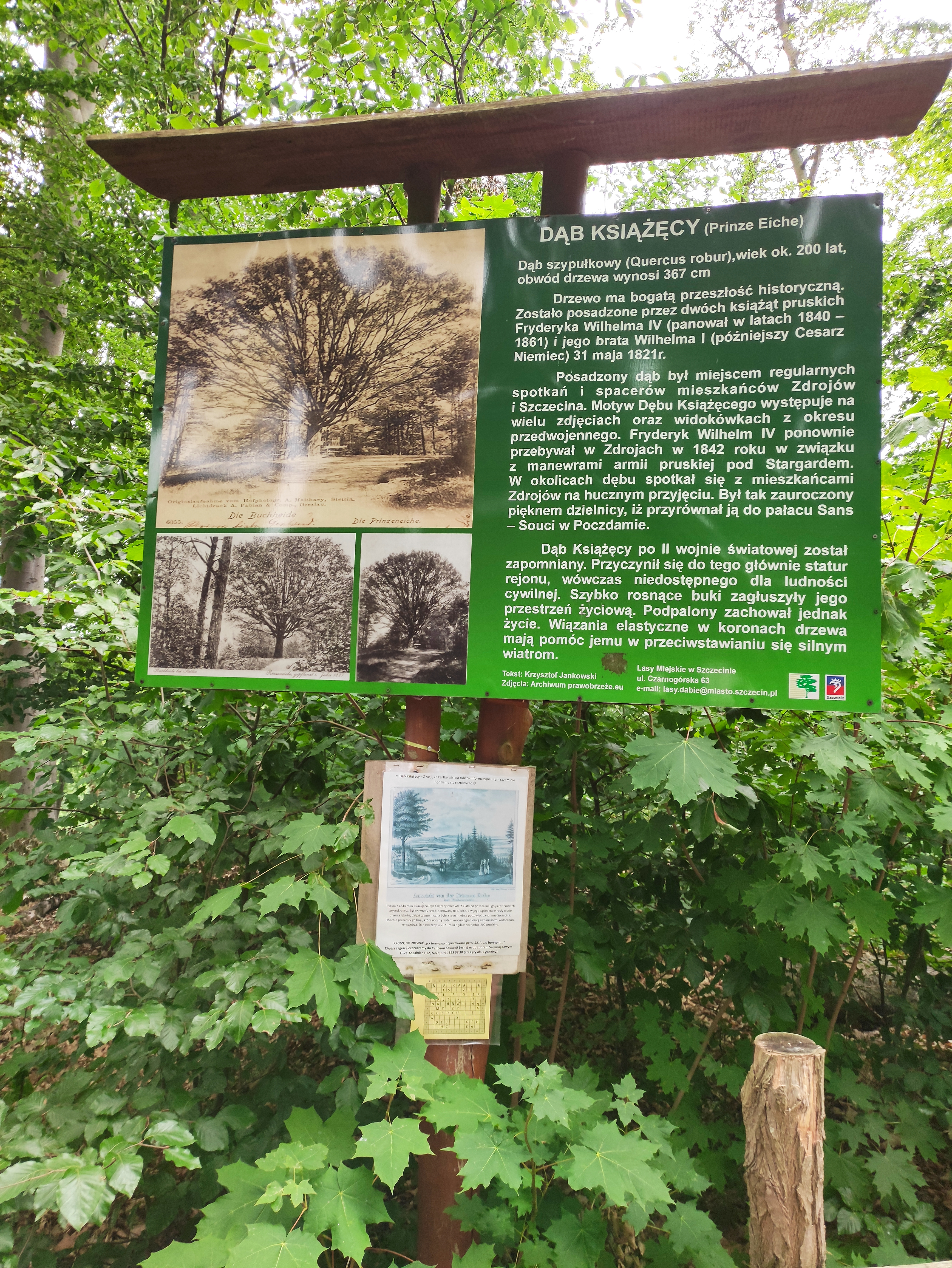
Informační panel u stromu